# 菅沼ダム
菅沼ダム（すがぬまダム）は、富山県南砺市にある一級河川・神通川支流山田川上流に建設されたダムである。
発電用のダムで、菅沼ダムでせき止めた水を大長谷川（神通川水系）に流域変更し、233mの高落差を利用して大長谷第二発電にて発電を行っている（富山県企業局最初のペルトン水車を導入）。

## 概要
1954年（昭和29年）11月に、井田川総合開発計画の一環として大長谷第二発電所の設置を公表した。1957年（昭和32年）8月20日に菅沼地区住民との補償交渉が成立し、同年10月2日には、地元の百瀬川地区の起工承認を取り付け、11月20日に起工式を挙行した。1958年（昭和33年）中に水没予定地の菅沼地区の全戸が八尾町など村外に移転した。
1958年（昭和33年）12月1日にダム本体が完成し、湛水が開始された。